# A Quiet Place (película)
A Quiet Place (titulada Un lugar en silencio en Hispanoamérica y Un lugar tranquilo en España) es una película de terror y aventura estadounidense dirigida por John Krasinski, que la protagoniza junto a Emily Blunt, su esposa en la vida real. La película es producida por la compañía de Michael Bay, Platinum Dunes, que también es dirigida por Andrew Form y Bradley Fuller. Scott Beck y Bryan Woods comenzaron a trabajar en la historia en 2014, y Paramount Pictures compró su guion especulativo en 2017. Luego, Krasinski se unió como director y escribió un nuevo borrador del guion. La fotografía principal comenzó a finales de año en el estado de Nueva York. La historia sigue a una familia teniendo que vivir en silencio mientras se esconden de criaturas que cazan por el sonido.
A Quiet Place fue estrenada el 6 de abril de 2018 en los Estados Unidos por Paramount Pictures. La película se convirtió en un gran éxito de taquilla, recaudando más de $340 millones en todo el mundo y recibió la aclamación de los críticos, que elogiaron su originalidad, atmósfera, actuación y dirección, calificándola de "inteligente y malvadamente aterradora". Obtuvo numerosos premios y nominaciones entre los que destacan: una nominación a Mejores efectos sonoros en los Premios Oscar, una nominación a Mejor sonido en los Premios BAFTA, una nominación a Mejor banda sonora en los Globos de Oro. Su secuela, A Quiet Place Part II, fue estrenada el 28 de mayo de 2021.

## Argumento
Unos alienígenas invidentes con un oído agudo y un blindaje impenetrable se han apoderado del planeta y han matado a la mayor parte de la población humana. La familia Abbott —la madre Evelyn, el padre Lee, la hija sorda Regan y los hijos Marcus y Beau— vive en una granja aislada en medio de un bosque al norte del estado de Nueva York, y han sobrevivido tomando precauciones como poner caminos de arena para evitar pisar las hojas que crujen y para evitar el habla utilizan la lengua de señas americana para comunicarse.
Cuando la familia va al pueblo cercano a por provisiones, Beau encuentra un transbordador espacial de juguete, pero Lee le obliga a dejarlo debido al ruido que haría si se encendiera. Cuando se disponen a marcharse, Regan le devuelve el juguete en secreto, pero sin las pilas. Cuando se marchan, Beau recupera las pilas sin que nadie se dé cuenta. Mientras caminan de vuelta a casa, Beau enciende el transbordador espacial, que empieza a hacer ruido. Casi inmediatamente, Beau es asesinado por una criatura cercana.
Más de un año después de la muerte de Beau, la familia ha vuelto aparentemente a la normalidad, con Evelyn embarazada de varios meses. Marcus se va a pescar a regañadientes con Lee mientras Regan, disgustada por no poder ir, visita la tumba de Beau. Mientras todos están fuera, Evelyn se pone de parto; al bajar las escaleras, pisa un clavo y deja caer un marco de fotos, lo que alerta a las criaturas cercanas. Acciona un interruptor y las luces de la casa se vuelven rojas. Intenta subir, pero descubre que una de las criaturas ha entrado en la casa. Poco después, entra en el sótano; Evelyn pone en marcha un temporizador para distraer a la criatura y tener tiempo de subir corriendo. Evelyn empieza a dar a luz en la bañera mientras la criatura se dirige lentamente hacia ella. Lee y Marcus regresan y lanzan fuegos artificiales para distraer a la criatura.
Regan, al ver los fuegos artificiales, vuelve corriendo a la casa. Lee entra en la casa y lleva al bebé y a Evelyn a un escondite bajo el suelo del granero. El bebé llora, alertando a una criatura en el granero. Esta criatura no consigue encontrar la fuente, pero rompe algunas tuberías de agua. Marcus y Regan suben a lo alto de un silo de grano y encienden una señal de fuego a otras granjas lejanas. Mientras tanto, Evelyn se despierta en el escondite inundado con la criatura aún dentro. Se esconde detrás del agua que cae para ocultar su sonido mientras la criatura avanza hacia ella.
Después de que Marcus y Regan discutan, Marcus cae por el techo del silo y Regan salta tras él. La criatura del escondite corre hacia el silo y ataca a Regan y Marcus. El efecto perturbador de la criatura sobre la electrónica hace que el implante coclear de Regan emita un ruido agudo y provoca que la criatura se tambalee de dolor antes de huir, abriendo un agujero en el silo. Lee encuentra a Regan y Marcus, y les dice que suban a su camioneta y la utilicen para volver a la casa. Entonces aparece una criatura, ataca a Lee y le hiere; Marcus grita dentro del camión, lo que hace que la criatura se fije en ellos. Lee, al darse cuenta de que sus hijos están a punto de morir a menos que él intervenga, le hace señas a Regan de que la ama antes de gritar. La criatura carga entonces contra Lee y lo mata, dando tiempo a Regan y Marcus para subir al camión y rodar de vuelta a la casa.
De vuelta a la casa, los niños son recibidos por Evelyn y se abrazan. Tras oír el chillido de una criatura cercana, se retiran al sótano, donde Regan ve que Lee había estado estudiando implantes cocleares para ayudarla a oír. Una criatura entra entonces en el sótano. Recordando lo ocurrido en el silo, Regan se quita el implante coclear y lo golpea contra un micrófono. El ruido resultante hace que la criatura grite de dolor y abra la armadura quitinosa de su cabeza, dejando al descubierto el vulnerable tejido interior y permitiendo a Evelyn matarla con una escopeta. Con Marcus y el bebé escondidos en un rincón del sótano, Regan y Evelyn miran las pantallas conectadas a las cámaras de seguridad y ven a otras dos criaturas corriendo hacia la casa. Regan sube la potencia y levanta el micrófono. Evelyn mira a Regan, sonríe y amartilla la escopeta.

## Reparto
- John Krasinski como Lee Abbott, un ingeniero, esposo de Evelyn, y padre de Regan, Marcus y Beau. Krasinski describió a su personaje como un sobreviviente que se enfoca en sacar adelante a su familia todos los días.
- Emily Blunt como Evelyn Abbott, una doctora, esposa de Lee y madre de Regan, Marcus y Beau. Krasinski describe a su personaje como alguien que quiere asegurarse de que sus hijos "sean personas completamente formadas y que piensen por completo".
- Millicent Simmonds como Regan Abbott, la hija sorda de Lee y Evelyn, y la hermana mayor de Marcus y Beau. Krasinski dijo que buscó a una actriz sorda "... por muchas razones, no quería que una actriz no sorda fingiera ser sorda. Lo más importante, sin embargo, porque una actriz sorda ayudaría a que mi conocimiento y mi comprensión de las situaciones se multiplicaran por diez. Quería a alguien que lo viviera y que pudiera enseñarme sobre eso en el set".
- Noah Jupe como Marcus Abbott, el hijo de Lee y Evelyn, y el hermano de Regan y Beau. Krasinski notó a Jupe en la miniserie, The Night Manager, y más tarde vio una proyección anticipada de la película Suburbicon, para evaluar la actuación de Jupe.
- Cade Woodward como Beau Abbott, el hijo de Lee y Evelyn, y el hermano menor de Regan y Marcus. Muere al comienzo de la película.
- Ezekiel Cavoli y Evangelina Cavoli como el recién nacido bebé Abbott.
- Javier Botet como la criatura extraterrestre (sin acreditar).

## Producción
A Quiet Place está dirigida por John Krasinski, quien también protagoniza la película, y producida por Paramount Pictures y Platinum Dunes. Los guionistas Scott Beck y Bryan Woods comenzaron a escribir A Quiet Place en enero de 2016. Krasinski leyó su spec script en julio del mismo año y le atrajo el concepto de padres protegiendo a sus hijos, especialmente porque él y su mujer, la actriz Emily Blunt, acababan de tener a su segundo hijo. Blunt le animó a dirigir la película. En marzo de 2017, Paramount compró el spec script a Beck y Woods. El estudio contrató a Krasinski para volver a escribir el guion y dirigirla, lo que suponía su tercera película como director y la primera para un gran estudio. Krasinski citó como influencias cinemáticas películas como Alien (1979), No Country for Old Men (2007), e In the Bedroom (2001) al escribir un nuevo borrador del guion. Blunt leyó el borrador de Krasinski y le preguntó si podía tener un papel junto a él. Finalmente, Krasinski y Blunt fueron seleccionados en los papeles principales.

### Filmación
La producción tuvo lugar en 2017, desde mayo y hasta noviembre. La mayoría del rodaje tuvo lugar en los condados neoyorquinos de Dutchess y Ulster, en Estados Unidos. Los cineastas gastaron 18 millones de dólares en la región, incluyendo la compra de 20 toneladas de maíz a agricultores locales, que habían sido contratados para que las cultivaran. Parte del rodaje tuvo lugar en un estudio de sonido en la ciudad de Pawling, en el Condado de Dutchess, así como en el condado de la ciudad de Beacon. La filmación también tuvo lugar en el Wallkill Valley Rail Trail en New Paltz, también en el condado de Ulster, utilizando el puente de armadura de Springtown. Además de en los condados de Dutchess y Ulster, el rodaje también tuvo lugar en la Main Street de Little Falls, en el Condado de Herkimer, Nueva York.

## Promoción
Paramount Pictures lanzó el primer tráiler de A Quiet Place en noviembre de 2017. Se televisó un anuncio de la película de 30 segundos durante el playoff de la Super Bowl LII el 4 de febrero de 2018. De los siete tráileres que se transmitieron durante el playoff, A Quiet Place y Red Sparrow se televisaron antes del partido y tuvieron el número de visitas y conversaciones en las redes sociales más bajos. A Quiet Place tuvo 149.000 visitas en YouTube, 275.000 vídeos en Facebook y 2900 conversaciones en las redes sociales. El 12 de febrero de 2018, Krasinski apareció en The Ellen DeGeneres Show para presentar el tráiler completo de A Quiet Place.

## Lanzamiento
A Quiet Place se estrenó en el 9 de marzo de 2018 abriendo la sesión de noche en el Festival de Cine South by Southwest. Fue seleccionada de entre 2.458 solicitudes. Paramount Pictures lanzó A Quiet Place en 3.508 salas de cine en Estados Unidos y Canadá el 6 de abril de 2018, junto a Blockers, Chappaquiddick y The Miracle Season.

## Recepción
A Quiet Place obtuvo alabanzas por la crítica después de su estreno en el South by Southwest. En Rotten Tomatoes, la película mantiene un índice de aprobación del 96% basada en 386 comentarios, y un promedio de calificación de 8.2/10. En Metacritic, la película tiene un promedio ponderado de 82 sobre 100, basado en 55 críticas, lo que indica "aclamación universal".
Owen Gleiberman, de Variety, dijo: «A Quiet Place es un tenso y original ejercicio de cambio de géneros, técnicamente elegante y logrado, con algunos vívidos y escalofriantes momentos, aunque está un poco demasiado enamorada de la lógica borracha de su propia premisa». John DeFore, de The Hollywood Reporter, describió a la película como «un terrorífico thriller con un corazón sorprendentemente cálido» y dijo: «Tal vez habría que volver al 2011, en Take Shelter de Jeff Nichols, para encontrar una película que haya conseguido utilizar el género fantástico tan bien como para transmitir la combinación de miedo y responsabilidad que siente un buen padre o madre».

## Comentario social
John Krasinski, que no creció con películas de terror, dijo que había utilizado películas previas del género durante su investigación mientras preparaba A Quiet Place, tales como No respires (2016) y Get Out (2017), que tuvieron comentario social. Además de considerar su película una metáfora de la paternidad, comparó la premisa con la política de Estados Unidos en 2018: «Yo creo que en nuestra situación política, esto es lo que está pasando: puedes cerrar los ojos y esconder la cabeza en la tierra, o puedes intentar participar en lo que está pasando». Citó Jaws (1975) como una influencia por la manera en que el policía protagonista se muda de Nueva York a una isla para evitar situaciones de miedo y se ve obligado a enfrentarse a una de ellas en su nueva ubicación con los ataques de tiburones.
Matthew Monagle, de Film School Rejects, dijo que A Quiet Place parecía ser «la primera del año en liderar las escasas películas intelectuales de terror», al igual que habían hecho antes películas del mismo género como The Babadook (2014) y The Witch (2015). Monagle dijo que Krasinski, quien había dirigido dos películas anteriormente, estaba «haciendo un giro inusual hacia un género generalmente reservado a los recién llegados» y lo consideró parte de un movimiento de acercamiento, más que de distanciamiento, a las películas de terror como esta creando capas «en la narración y el desarrollo de los personajes que no se encuentran normalmente en una película de terror».